# Campylopus valerioi
Campylopus valerioi là một loài Rêu trong họ Dicranaceae. Loài này được B.H. Allen mô tả khoa học đầu tiên năm 1989.